# Lohnweiler
Lohnweiler ist eine Ortsgemeinde im Landkreis Kusel in Rheinland-Pfalz. Sie gehört der Verbandsgemeinde Lauterecken-Wolfstein an.

## Geographie
Der Ort liegt im Lautertal im Nordpfälzer Bergland. Nachbargemeinden sind – im Uhrzeigersinn – Lauterecken, Hohenöllen, Heinzenhausen, Wolfstein, Offenbach-Hundheim und Wiesweiler.

## Geschichte

### Ortsgeschichte
Das heutige Gebiet der Lohnweilerer Gemarkung war bereits in früherer Zeit bewohnt; zahlreiche historische Funde aus der Römer- und Keltenzeit bezeugen dies. 1884 wurden unweit der Gemarkungsgrenze zu Wolfstein vier Keltengräber entdeckt. Unter den Funden waren Hals-, Arm- und Fußringe, die sich mittlerweile im Historischen Museum in Speyer befinden. Ebenso wurden römische Ziegelstücke, Krugreste und Bronzemünzen mit dem Kaiserbildnis ausgegraben.
Die erste urkundliche Ersterwähnung des Ortes stammt aus dem Jahr 1326.
Von 1798 bis 1814, als die Pfalz Teil der Französischen Republik (bis 1804) und anschließend Teil des Napoleonischen Kaiserreichs war, war der Ort in den Kanton Lauterecken eingegliedert. 1815 gehörte Lohnweiler zunächst zu Österreich. Nach dem Wiener Kongress wurde er ein Jahr später dem Bayern zugeschlagen. Von 1818 bis 1862 gehörte die Gemeinde weiterhin dem Kanton Wolfstein an und war Bestandteil des Landkommissariat Kusel, das anschließend in ein Bezirksamt umgewandelt wurde.
1939 wurde der Ort in den Landkreis Kusel eingegliedert. Nach dem Zweiten Weltkrieg wurde Jettenbach innerhalb der französischen Besatzungszone Teil des damals neu gebildeten Landes Rheinland-Pfalz. Im Zuge der ersten rheinland-pfälzischen Verwaltungsreform wurde Lohnweiler 1972 Bestandteil der Verbandsgemeinde Lauterecken. Seit 2014 gehört der Ort zur Verbandsgemeinde Lauterecken-Wolfstein.

### Ortsname
Der Ortsname variierte im Laufe der Jahrhunderte wie folgt:
| Name                     | Jahr |
| ------------------------ | ---- |
| Lonewilre off der Lutern | 1326 |
| Lonwilre                 | 1361 |
| Lonewijlre               | 1364 |
| Lonwiler/Loenwiler       | 1483 |

| Name       | Jahr |
| ---------- | ---- |
| Loinwiller | 1506 |
| Lonwiller  | 1578 |
| Lohweiller | 1643 |
| Lohnweiler | 1824 |

Der Ursprung des Ortsnamens ist umstritten. Er leitet sich mutmaßlich aus den Flurnamen „Loh(n)“ und der angehängten Siedlungsbezeichnung „Weiler“ ab.
Die Vorsilbe „Lohn“ kann aus dem althochdeutschen lô bzw. loh in der Bedeutung ‚Wald‘, ‚Hain‘, ‚Holz‘, ‚Gehölz‘, Gebüsch herrühren. Als Lohe werden die zum Gerben verwendeten Baumbestandteile bezeichnet. Ein weiterer Ursprung des Namens könnte in dem im Wappen gezeigten Symbol eines Lohns liegen. Die bis in die Gegenwart sehr große Waldfläche der Gemarkung lässt den Wald – die sogenannte Lohhecke – als Namensgeber wahrscheinlicher werden.
Die Beinhaltung eines Flurnamens lässt darauf schließen, dass das heutige Gemarkungsgebiet vermutlich erst ausschließlich forstwirtschaftlich genutzt und mit einem Flurnamen bezeichnet wurde und später eine kleine Siedlung, ein „Weiler“, entstand.

## Kulturdenkmäler

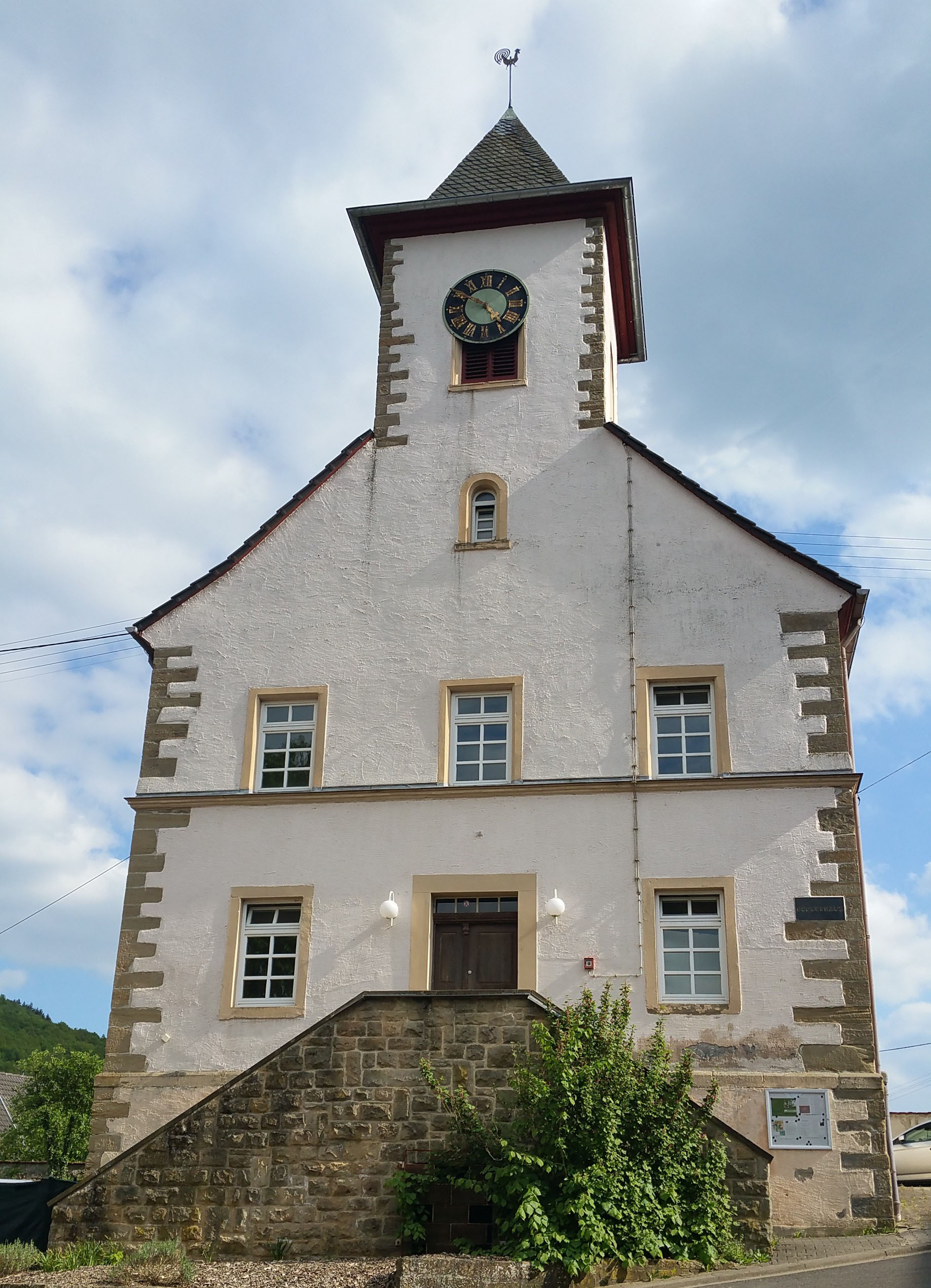
Denkmalgeschütztes Objekt in der Rathausstraße 3

Vor Ort befinden sich insgesamt zwei Objekte, die unter Denkmalschutz stehen:
Beim Gebäude mit der Anschrift Rathausstraße 3 handelt es sich um die ehemalige Schule, die inzwischen als Bürgerhaus fungiert. Sie ist ein vom aus Kusel stammenden Architekten Johann Schmeisser entworfener aufgesockelter Putzbau aus dem Jahr 1837. Der Giebelreiter stammt von 1872. Im Turm befinden sich zwei Glocken; eine – um 1400 – wird Otto von Speyer zugeschrieben, die zweite Glocke – um 1500 – wurde vermutlich im Kloster Disibodenberg gegossen.
Das Objekt mit der Adresse Römerweg 2 stellt das Fundament einer in Teilen ergrabenen römischen Villa dar, die auf die Zeit um 79 nach Christus datiert wird. Ihr Fundament wurde bei Bauarbeiten entdeckt. Entsprechend enthält sie einen kleinen römischem Kellerraum mit Treppen, Lichtschächten und Wandnischen sowie eine Hypokaustenheizung.

## Politik

### Bürgermeister
Markus Müller wurde im Juni 2024 zum Ortsbürgermeister von Lohnweiler gewählt.
Sein Vorgänger war Thomas Knecht seit August 2019. Da bei der Direktwahl am 26. Mai 2019 kein Bewerber angetreten war, erfolgte die anstehende Wahl des Bürgermeisters gemäß Gemeindeordnung durch den Rat. Dieser wählte einstimmig Thomas Knecht für das Amt. Sein Vorgänger war Walter Scherer.

### Wappen
| Wappen von Lohnweiler | Blasonierung: „Das Wappen ist von schwarz und gold schrägrechts geteilt (von rechts oben nach links unten). Das vordere Feld (rechts unten) zeigt, in schwarz dargestellt, vermutlich einen Achsnagel (mundartlich Lünse, Lohn, Lunen, veraltet Lonse). Dieser findet sich auch schon auf Grenzsteinen aus dem 18. Jahrhundert. Das hintere Feld links oben zeigt als Wappentier den Pfälzer Löwen in Gold.“ |
| Wappen von Lohnweiler | |

## Wirtschaft und Infrastruktur

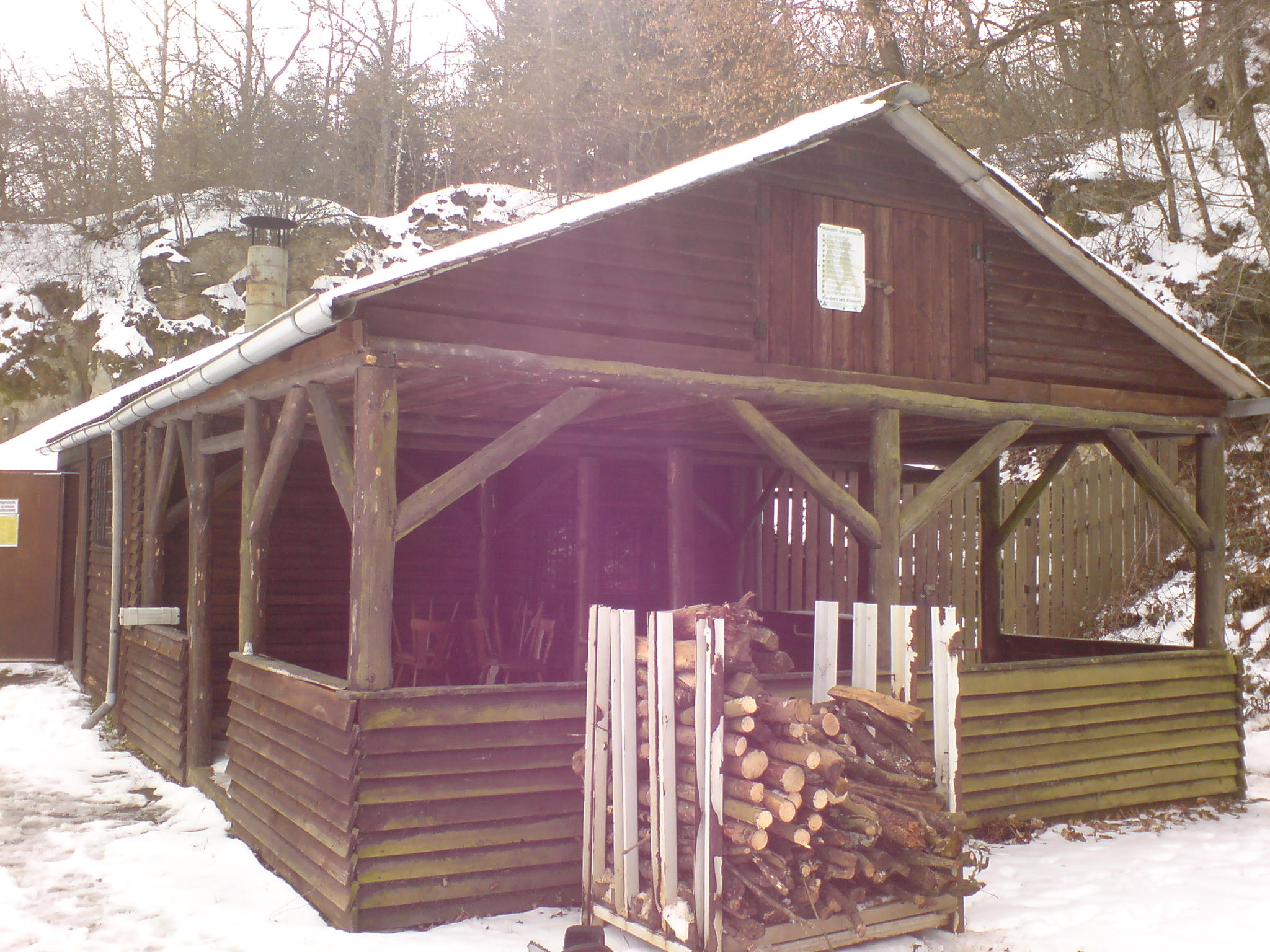
PWV-Hütte Lohnweiler

### Verkehr
In Lohnweiler befindet sich ein Haltepunkt Lautertalbahn. Er verfügte anfangs über Vorarbeiterwohnungen. Vom 1. November 1917 bis 1. Oktober 1918 musste er wegen Personalmangels während des Ersten Weltkrieges vorübergehend aufgegeben werden. Bereits 1922 gab es Bestrebungen, den Halt für den Personenverkehr mangels Rentabilität erneut zu schließen, was jedoch durch Proteste in der Bevölkerung verhindert wurde.
Durch die Gemeinde verläuft außerdem die Bundesstraße 270.

### Tourismus
Vor Ort befindet sich die PWV-Hütte Lohnweiler, die sich trotz ihres Namens inzwischen nicht mehr im Besitz des Pfälzerwald-Vereins befindet. Durch die Gemeinde verläuft außerdem der Pfälzer Höhenweg.

## Persönlichkeiten
- Johann Adam Steininger, Mitglied der Wetterauer Bande